# Ringcairn Dún Ruadh
Der Ringcairn Dún Ruadh (auch „The Fairy Ring“ oder „The Red Fort“ - irisch Doonroe genannt) liegt im Townland Sheskinshule (irisch Seisceann Siúil) im County Tyrone in Nordirland.
Der etwas ovale randsteinlose Cairn von etwa 30,0 m Durchmesser ist umgeben von einem Graben und einem niedrigen Wall und hat mit einem Steinkreis im Inneren.
Der Cairn umschließt eine offene Fläche, die von 17 Orthostaten verbunden durch Trockenmauerwerk definiert war. Auf der Südwestseite liegt ein gepflasterter Zugang. Im Hügel liegen/lagen 13 Steinkisten. Einige von ihnen waren gut gebaut, andere nur provisorisch zwischen die Steine des Hügels positioniert. 
Das Denkmal ist für Tyrone „anomal“ und hat Affinitäten mit dem Passage Tomb von Sess Kilgreen bei Omagh und mit Ringcairns im Nordosten Schottlands.
Es gibt etwa 400 Meter nördlich im Townland Carnanransy Reste eines Galeriegrabes und unmittelbar südlich Reste des Court Tomb von Cloghmore (NI Monument 14387). 
Dun an Ruigh Ruadh bei Loggie in Ross and Cromarty ist ein Semibroch in Schottland.